# 森村修一
森村 修一（もりむら しゅういち、1980年4月21日 - ）は、日本の俳優。群馬県出身。元ジャパンアクションエンタープライズ所属。

## 出演

### テレビドラマ
- 特命係長 只野仁シーズン4突入スペシャル（2009年1月3日、テレビ朝日）
- あんみつ姫2（2009年1月11日、フジテレビ）ねずみ一派 役
- SMAP☆がんばりますっ!!（2009年1月31日、テレビ朝日）
- run for money 逃走中 日本昔話（2010年6月27日、フジテレビ）

### 特撮テレビドラマ
- 仮面ライダーシリーズ（テレビ朝日）
  - 仮面ライダーキバ（2008年 - 2009年）
  - 仮面ライダーディケイド（2009年）
  - 仮面ライダーG（2009年）
  - 仮面ライダーW（2009年 - 2010年）
- スーパー戦隊シリーズ（テレビ朝日）
  - 獣拳戦隊ゲキレンジャー（2007年 - 2008年）
  - 炎神戦隊ゴーオンジャー（2008年 - 2009年）
  - 侍戦隊シンケンジャー（2009年 - 2010年）
  - 天装戦隊ゴセイジャー（2010年 - 2011年）

### 映画
- 仮面ライダーシリーズ（東映）
  - 劇場版 仮面ライダー電王&キバ クライマックス刑事（2008年）
  - 劇場版 仮面ライダーキバ 魔界城の王（2008年）[1]（ノンクレジット）
  - 劇場版 さらば仮面ライダー電王 ファイナル・カウントダウン（2008年）
  - 劇場版 超・仮面ライダー電王&ディケイド NEOジェネレーションズ 鬼ヶ島の戦艦（2009年）
  - 劇場版 仮面ライダーディケイド オールライダー対大ショッカー（2009年）
  - 仮面ライダー×仮面ライダー W&ディケイド MOVIE大戦2010（2009年）
  - 仮面ライダー×仮面ライダー×仮面ライダー THE MOVIE 超・電王トリロジー（2010年）
    - EPISODE RED ゼロのスタートウィンクル
    - EPISODE BLUE 派遣イマジンはNEWトラル
    - EPISODE YELLOW お宝DEエンド・パイレーツ
- スーパー戦隊シリーズ（東映）
  - 炎神戦隊ゴーオンジャー BUNBUN!BANBAN!劇場BANG!!（2008年）
  - 劇場版 炎神戦隊ゴーオンジャーVSゲキレンジャー（2009年）
  - 侍戦隊シンケンジャー 銀幕版 天下分け目の戦（2009年）
  - 侍戦隊シンケンジャーVSゴーオンジャー 銀幕BANG!!（2010年）
  - 天装戦隊ゴセイジャー エピックON THEムービー（2010年）

### 戦隊ヒーローショー
- 獣拳戦隊ゲキレンジャー
  - 「俺、参上！友情の電激気パワー炸裂！！」
  - 「新拳士現わる！奇跡の大集激気！！」
  - 「目覚めろ野獣の力！突激気大作戦！！」
  - 「獣拳結集！衝激気のファイナルバトル！！」
- 炎神戦隊ゴーオンジャー 
  - 「炎神戦隊ゴーオンジャー スカイシアターに現る！！」
  - 「炎神合体！エンジンオーG6降臨！！」
  - 「天空の戦士！ゴーオンウイングス登場！！」
  - 「最強パワー炸裂！LETS GO-ON！」
  - 「熱き友情！正義のドリフトパワー発動！！」
  - 「グランプリファイナル！素顔の戦士ラストラン！！」
  - 「さよならスカイシアター！熱き思いよ蘇れ！」
- 侍戦隊シンケンジャー 
  - 「侍戦隊シンケンジャー シアターGロッソに見参！！」
  - 「シンケンゴールド見参！海中決戦之幕」
  - 「スーパーシンケンジャー見参！真侍技之幕」
  - 「モヂカラ集結!！最終決戦之幕」
- 天装戦隊ゴセイジャー 
  - 「天装戦隊ゴセイジャー シアターGロッソに現る！！」